# Archeologia współczesności
Archeologia współczesności (ang. archaeology of the contemporary past, archaeology of the recent past, archaeology of the present) – gałąź archeologii, której przedmiotem badań jest szeroko rozumiana współczesność (głównie XX i XXI wiek), jej materialne pozostałości i przekształcenia (transformacje) w krajobrazach kulturowych. Polega ona na wykorzystaniu metodyki archeologicznych badań terenowych (np. badania wykopaliskowe, badania powierzchniowe, zdjęcie lotnicze, lotniczy skaning laserowy, badania geofizyczne) oraz refleksji archeologicznej do badania wydarzeń i procesów historycznych z niedawnej przeszłości.
Rozwój archeologii przyczynił się do prowadzenia regularnych badań starożytnych kultur w Egipcie, Azji Mniejszej i Ameryce Południowej. Wpływ na wiedzę o przeszłości zaczęli mieć oprócz historyków archeologowie, etnografowie, geografowie, językoznawcy czy socjologowie.

## Archeologia współczesności w USA i na Wyspach Brytyjskich
Archeologia (z gr. ἀρχαῖος archaīos – dawny, stary i -λογία -logiā – mowa, nauka) zwykle jest rozumiana jako nauka (logiā) odtwarzająca dawne dzieje (archaīos) na podstawie materialnych pozostałości z przeszłości. Jednak szeroko rozumiana współczesność była i jest w wielkoraki sposób częścią badań archeologicznych. W XIX wieku archeologia i antropologia społeczna (kulturowa) były nawet jedną dziedziną badań naukowych, gdzie analiza społeczności prahistorycznych była często elementem badań dotyczących nadal żyjących grup ludzkich.
W XX wieku archeologia kulturowo-historyczna również wykorzystywała antropologiczne obserwacje społeczności pozaeuropejskich do rekonstruowania prahistorii ziem europejskich. Takie podejście określa się w literaturze mianem ‘analogii etnograficznej’. Z czasem taka procedura była ostro krytykowana za swój anachronizm, antropocentryzm, eurocentryzm i, w niektórych przypadkach, rasizm. Innymi słowy, zanegowano możliwości rekonstruowania pradziejowych społeczności poprzez obserwację nadal żyjących społeczności pozaeuropejskich.
Pod koniec lat 50. XX wieku ponownie można mówić o archeologicznym zainteresowaniu żywymi społecznościami. Wiązało się to z powołaniem do życia metody badawczej, tzw. etnoarcheologii, która była elementem nowego sposobu uprawiania archeologii, tzw. archeologii procesualnej (ang. processual archaeology). Na przykład Lewis Binford prowadził badania terenowe wśród społeczności Eskimosów Nunamiut na Alasce (żywe społeczności) w celu lepszego prześledzenia procesów prowadzących do powstania materialnych pozostałości, ich funkcji i przestrzennego rozmieszczenia na środkowopaleolitycznych stanowiskach w Europie, Afryce Północnej i Bliskim Wschodzie. Niemniej jednak, mimo wyraźnych różnic między archeologią kulturowo-historyczną a archeologia procesualną, to w obu przypadkach można powiedzieć, iż obserwacja żywych społeczności była jedynie środkiem do celu. Chodziło o to by poprzez obserwację nadal żyjących społeczności lepiej i skuteczniej móc rekonstruować pradziejowe społeczności i procesy z nimi związane. Mówiąc inaczej, współczesność nigdy nie była interesują sama w sobie dla archeologa. To podejście uległo zmianie w mniej więcej w połowie lat 70. XX wieku w USA.
Ten nowy sposób archeologicznego zaangażowania w badania współczesności zwykle wiąże się z takimi archeologami, jak: William Rathje, Richard Gould czy też Michael Schiffer, oraz ich późniejszymi uczniami. Po raz pierwszy w dziejach badań archeologicznych, archeolodzy zauważyli, że współczesność nie musi być jedynie kluczem do badania przeszłości. Słowem, archeolog może badać współczesność dla samej siebie, dla lepszego zrozumienia procesów, których archeolodzy są częścią. Stąd też, takie archeologiczne badania określano mianem ‘archeologii nas samych’ (ang. archaeology of us). Na przykład Willian Rathje przez całe dziesięciolecia prowadził badania nad śmieciami wyrzucanymi przez amerykańskie społeczeństwo. Z kolei Michael Schiffer prowadził badania dotyczące roli i znaczenia przenośnego radia w amerykańskim społeczeństwie. We wszystkich tych przypadkach archeologia nie jest nauką o dawnej przeszłości; nie dotyczy ona archaīos. Jest raczej nauką, której podstawą wszelkich badań jest kultura materialna; materialne pozostałości i przekształcenia dokonane przez człowieka na przestrzeni dziejów. Czas nie gra tutaj roli. Wykorzystując tę samą archeologiczną metodykę i metodologię można badać zarówno neolityczne społeczności, jak i ludzi żyjących w XX, a nawet w XXI wieku. Z tego powodu amerykańscy archeolodzy zaczęli badać swój świat, swoją rzeczywistość. Dlatego też nazywali taką archeologię: ‘archeologią nas samych’.
Z kolei kluczową pracą, która ufundowała dzisiejsze zainteresowania badawcze w ramach archeologii współczesności jest książka pod redakcją Victora Buchliego i Gavina Lucasa. W największym skrócie, autorzy książki dowodzili, iż archeologia może być ważnym sposobem badania współczesności. Dali oni praktyczne i, co ważne, teoretyczne podstawy do archeologicznego sposobu badania otaczającego nas świata. Jest bowiem wiele wydarzeń i procesów historycznych, również z niedawnej przeszłości, które nie pozostawiły po sobie dokumentów pisanych, które może zbadać historyk, czy też nie zostały zapamiętane przez lokalne społeczności, które mógłby wydobyć antropolog kulturowy w trakcie wywiadu etnograficznego. Słowem, jest wiele wydarzeń, o których można mówić tylko i wyłącznie poprzez rzeczy; te niepozorne, zniszczone, nagryzione przez ząb czasu i nierzadko zagubione przedmioty i ich fragmenty. Z czasem coraz więcej archeologów zaczęło badać materialne pozostałości i przekształcenia współczesności. Reperkusją archeologicznego zainteresowania współczesnością są organizowane od 2003 roku konferencje w ramach Contemporary and Historical Archaeology in Theory (CHAT).
Dzisiaj archeologia współczesności do niezależna gałąź badań archeologicznych, która skupia coraz liczniejsze grono naukowców z całego świata. Do jej głównych przedstawicieli można zaliczyć takich badaczy jak, np.: Rodney Harrison, Alfredo González-Ruibal, Cornelius Holtorf, Laurent Olivier, Bjørnar Olsen, Christopher Witmore, Victor Buchli, Gavin Lucas, John Schofield czy też Paul Graves-Brown.

## Archeologia współczesności w Polsce
Współczesność była również w wieloraki sposób obecna w polskiej archeologii. Zwykle jednak sprowadzało się to do wykorzystania ‘analogii etnograficznej’ w rekonstrukcji funkcjonowania społeczności pradziejowych na ziemiach polskich. Ostatnie lata jednak oferują zupełnie nowe archeologiczne podejście do badania niedawnej przeszłości.
Okazuje się, iż archeologia dzięki badaniom terenowym oraz dokumentacji zarejestrowanych obiektów i artefaktów może być ważnym sposobem badania szeroko rozumianej współczesności. W przypadku archeologii polskiej obserwacja ta dotyczy głównie czasów II wojny światowej i okresu powojennego. Na ‘stanowiskach archeologicznych’ datowanych na ten okres prowadzono najwięcej badań, które można określić archeologią współczesności. Szczególnie ważne w tym kontekście są badania Andrzeja Koli na terenie hitlerowskiego obozu zagłady Żydów w Bełżcu oraz prace terenowe na cmentarzu ofiar NKWD w Charkowie. W podobny sposób prowadzono badania na terenie byłych obozów w Chełmnie, Treblince, Sobiborze i Bełżecu. Również archeolodzy prowadzili ważne badania na nekropolii położonej na terenie byłego poligonu wojskowego na Brusie w Łodzi. Należy również podkreślić fakt, iż w trakcie badań wykopaliskowych związanych z wielkimi inwestycjami (budowa autostrad, dróg ekspresowych) archeolodzy dokumentowali materialne pozostałości po II wojnie światowej. We wszystkich tych badaniach archeologia sprowadzana była do metody badawczej; jako sposób pozyskiwania szczątków ludzkich i artefaktów. Można nawet powiedzieć, iż w tych przypadkach archeologia jest formą historii, tyle że zamiast dokumentów pisanych bada materialne pozostałości po niedawnej przeszłości.
Nieco inaczej archeologię współczesności, jej cele, metody oraz potencjał poznawczy widzą polscy archeolodzy młodszego pokolenia jak, np. Anna Zalewska, Dawid Kobiałka, Kornelia Kajda, Kamil Karski Mieszko M. Janas czy też Maksymilian Frąckowiak. Według np. Dawida Kobiałki, archeologia współczesności nie jest jedynie formą historii. Jest raczej formą interdyscyplinarnego zaangażowania w badanie materialnych pozostałości po niedawnej przeszłości. Wszystkie te relikty i materialne przekształcenia krajobrazów są częścią współczesności i tę współczesność (współ)tworzą. Stąd też archeologia współczesności czerpie inspiracje i powinna być w ciągłym dialogu z takimi dyscyplinami naukowymi jak, np.: studia nad dziedzictwem kulturowym (ang. heritage studies), geografia, antropologia kulturowa, kulturoznawstwo itp. Mówiąc krótko, obowiązkiem archeologa ma być również zabieranie głosu w badanie szeroko rozumianej współczesności; oferowanie archeologicznej perspektywy dotyczącej niedawnej przeszłości. Dlatego też archeolodzy nie tylko badają kulturę materialną i materialne przekształcenia krajobrazów z czasów II wojny światowej. Wkraczają na nowe pola. Badają np. rzeczy i krajobrazy z czasów Wielkiej Wojny, relikty pojazdów szynowych z XX wieku czy też miejsca, w których stacjonowały wojska radzieckie w czasach PRL-u w Polsce. We wszystkich tych przypadkach można powiedzieć, iż archeolodzy mają unikatową szansę patrzeć jak rodzą się (powstają) stanowiska archeologiczne. Co więcej, warto również wspomnieć w tym miejscu o pierwszym polskim czasopiśmie oraz blogu archeologicznym - Biografia Archeologii. Nowe perspektywy badawcze archeologii, poświęconym archeologicznym badaniom nad niedawną przeszłością.
Archeologia współczesności może być przyszłością archeologii w ogóle. Tylko dzięki zwróceniu uwagi na współczesne ruiny, kulturę materialną niedawnej przeszłości, generalnie dziedzictwo kulturowe ostatnich dekad, archeologia ma szansę rozwinąć się w naukę, która skutecznie podejmuje problemy istotne dla współczesnego i przyszłego społeczeństwa. Taka archeologia, jak dowodzi chociażby Rodney Harrison, jest archeologią XXI wieku, archeologią (dla) naszych czasów.